# Вулька-Бернати
Вулька-Бернати (пол. Wólka-Biernaty) — село в Польщі, у гміні Морди Седлецького повіту Мазовецького воєводства.
Населення — 79 осіб (2011).
У 1975-1998 роках село належало до Седлецького воєводства.

## Демографія
Демографічна структура станом на 31 березня 2011 року:
|          | Загалом | Допрацездатний вік | Працездатний вік | Постпрацездатний вік |
| -------- | ------- | ------------------ | ---------------- | -------------------- |
| Чоловіки | 41      | 6                  | 25               | 10                   |
| Жінки    | 38      | 12                 | 16               | 10                   |
| Разом    | 79      | 18                 | 41               | 20                   |